# Gråsälsbådarna
Gråsälsbådarna är klippor i Finland.   De ligger i kommunen Kyrkslätt i landskapet Nyland, i den södra delen av landet, 30 km sydväst om huvudstaden Helsingfors.
Terrängen runt Gråsälsbådarna är mycket platt.  Närmaste större samhälle är Kyrkslätt, 18,9 km norr om Gråsälsbådarna. 